# EchoStar 16
Echostar 16 (Echostar XVI) ist ein kommerzieller Kommunikationssatellit der amerikanischen Echostar Corporation.
Er wurde am 20. November 2012 um 18:31 Uhr UTC mit einer Proton-M/Bris-M-Trägerrakete vom Raketenstartplatz Baikonur in eine geostationäre Umlaufbahn gebracht. Der Satellit wurde neun Stunden und 12 Minuten nach dem Start von der Rakete getrennt. Der Vertrag über den Start war vor der US-amerikanischen Betreiberfirma EchoStar und dem Unternehmen International Launch Services (ILS) geschlossen worden.
Der dreiachsenstabilisierte Satellit ist mit 32 Ku-Band-Transpondern, vier großen Parabolantennen sowie weiteren Antennen ausgerüstet und soll von der Position 61,5° West aus die USA mit Fernsehprogrammen (Direct-To-Home services) versorgen. Er wurde auf Basis des LS-1300-Satellitenbus der Space Systems/Loral gebaut und besitzt eine geplante Lebensdauer von 15 Jahren.
Zusätzlich befindet sich an Bord des Satelliten eine Siliziumscheibe des Künstlers Trevor Paglen in einem goldenen Etui. Auf ihr sind 100 Bilder von Menschen und Natur eingeätzt, die Teil des Projekts „Die letzten Bilder“ sind. Nach Rücksprache mit Wissenschaftlern und anderen Experten wählte Paglen Bilder unserer modernen Gesellschaft aus, welche nun praktisch ewig die Erde umkreisen werden.